# Virochana
Virochana (Sanskrit विरोचन virocana) ist in der indischen Mythologie einer der Daityas, einer Gruppe von dämonischen Herrschern.

## Mythos
Virochana ist der Sohn von Prahlada und Vater von Bali.
Ein anderer Sohn ist Kalanemi, der von Vishnu getötet wurde.
Im Epos Ramayana wird Virochana als der Vater der Manthara genannt, einer missgestaltigen Dienerin, die Kaikeyi, die Königin von Ayodhya, dazu brachte, dass ihr Sohn Bharata den Thron erben und dass Rama verbannt werden sollte.
Eine Enkelin Virochanas mütterlicherseits namens Vajrajvala wurde die Frau von Kumbhakarna, dem Bruder des Dämonenkönigs Ravana im Ramayana.
Im Atharvaveda wird Virochana in einer an Viraj gerichteten Hymne erwähnt. Viraj erscheint dort nicht als männliches Schöpfungsprinzip, sondern als göttliche Kuh. Virochana wird als ihr geliebtes Kalb bezeichnet.

### Virochana und Sudhanvan
Im Mahabharata wird von einer Auseinandersetzung zwischen Virochana und Sudhanvan, dem Sohn des Angiras, eines der sieben Saptarishis, berichtet, in deren Zentrum Prahladi, der Vater Virochanas steht. Dabei geht es um den Vorrang von Brahmanen gegenüber Asuras und vor allem um Wahrhaftigkeit.
Virochana warb also um die schöne Keshini (केशिनी keśinī) und besuchte sie eines Tages. Zusammen mit ihm in einem Pavillon sitzend, fragte Keshini ihn, ob es möglich sei, dass Sudhanvan auf der gleichen Sitzbank wie er Platz nehmen würde. Virochana ging auf diese herausfordernde Frage ein und antwortete, er sähe keinen Grund, warum Sudhanvan nicht auf einer Bank neben ihm sitzen sollte, stammten doch die Daityas direkt von Brahma ab: „Wir, oh Keshini, sind die besten und höchsten aller Geschöpfe und ohne Zweifel gehört uns die Welt.“ Darauf antwortete Keshini, morgen würde Sudhanvan hier erscheinen und dann werde man ja sehen.
Als Sudhanvan anderen Tages erschien, weigerte er sich als Brahmane natürlich, mit Virochana auf gleicher Stufe bzw. gleicher Bank zu sitzen, worauf dieser ihn heftig schmähte. Sudhanvan antwortete, nur zwei Brahmanen gleichen Alters und gleichen Wissens, zwei Kshatriya, zwei Vaishya oder zwei Shudra könnten auf gleicher Höhe auf einer Bank sitzen, sonst keiner. Darauf forderte Virochana ihn zu einer Wette diese Frage betreffend heraus. Der Preis sollte Gold, Vieh, Pferde, was immer sein. Solchen Preis lehnte Sudhanvan ab, vielmehr sollte jeder sein Leben wetten. Wer aber sollte Richter sein? Sudhanvan lehnte sowohl Götter als auch Menschen als Richter ab und schlug vor, Virochanas Vater, der für seine Wahrheitsliebe bekannte Prahladi, sollte der Richter sein. Virochana war damit zufrieden und beide begaben sich zu Prahladi. Dieser, von Sudhanvan in bildreicher Rede beschworen und auf die schrecklichen karmischen Folgen jeglicher Lüge verwiesen, musste zugeben, dass, so wie Angiras, der Vater des Sudhanvan, ihm übergeordnet sei, so sei Sudhanvan dem Virochana übergeordnet. So war die Frage entschieden und Virochana hatte sein Leben verspielt. Sudhanvan bestand aber nicht darauf, diese Schuld einzutreiben und begnügte sich damit, Virochana zu demütigen: dieser musste vor den Augen Keshinis ihm die Füße waschen, dann wurde ihm das Leben geschenkt.

### Virochana und Indra
In der Chandogya-Upanishad wird erzählt, dass Indra als Vertreter der Götter und Virochana als Vertreter der Dämonen sich zu Prajapati begaben, um von ihm über das Selbst (atman) belehrt zu werden. Nachdem sich Indra und Virochana unter der Führung Prajapatis 34 Jahre lang der Praxis des Brahmacharya gewidmet hatten, fragte Prajapati sie, was sie denn nun zu wissen wünschten. Sie antworteten, dass sie auf der Suche nach dem Selbst wären. Prajapati antwortete, dass das Selbst das sei, als was man sich selbst sieht, und wies sie an, ihr Spiegelbild in einer Wasserschale zu betrachten und zu sagen, was sie nun sähen. Beide antworteten, dass sie sich selbst sähen, Haut und jedes einzelne Haar, alles sei da. Nun wies Prajapati sie an, sich zu reinigen, ihre besten Kleider anzulegen und den Versuch zu wiederholen. Befragt, was sie nun sähen, antworteten sie, da seien sie selbst, gewaschen und auf das Beste gekleidet. Prajapati sagte ihnen darauf, dass ebendies das wahre, unsterbliche Selbst sei, worauf beide sich zufrieden und frohen Mutes entfernten.
Virochana, heimgekommen, verbreitete dann die Lehre, dass das körperliche Selbst das einzige wahre, zu verehrende Selbst sei. Nur indem man sich selbst dient, erreicht man das rechte in dieser und jener Welt, weshalb man bis heute jemanden ohne jegliche Frömmigkeit einen „wahrhaftigen Dämon“ nennt. Auch stamme die Sitte der Dämonen, ihre Toten mit Blumengirlanden und Schmuck zu behängen, daher, da sie denken, eine geschmückte Leiche behielte die ihr mitgegebenen Schätze auch in der anderen Welt. Indra dagegen bedachte sich, gab sich nicht zufrieden und kehrte zu Prajapati zurück, wo er nach 101 Jahren als dessen Brahmachari die wahre Erkenntnis des Atman erlangte.